# Liste der Ramsar-Gebiete in der Republik Zypern
Die Ramsar-Gebiete Zyperns umfassen insgesamt ein Feuchtgebiet mit einer Gesamtfläche von 1107 ha, die unter der Ramsar-Konvention registriert sind (Stand April 2022). Das nach dem Ort des Vertragsschlusses, der iranischen Stadt Ramsar benannte Abkommen ist eines der ältesten internationalen Vertragswerke zum Umweltschutz. In Zypern trat die Ramsar-Konvention am  11. November 2001 in Kraft.
Zu den Ramsar-Gebieten Zyperns zählt das Feuchtgebiet eines Salzsees mit saisonal vom jeweiligen Wasserstand abhängigem Salzgehalt sowie die daran angrenzenden variablen Flächen aus Lagunen und von menschlicher Besiedlung beeinflussten Gebieten mit historischen Gebäuden wie der Hala Sultan Tekke Moschee, bzw. bronzezeitlichen Fundstätten. In den südlichen Bereichen des Salzsees grenzen die Flächen an den Flughafen von Larnaka mit dem sogenannten Airport Lake der für die Population der Flamingos, in der Mehrzahl Kubaflamingos (Phoenicopterus ruber), mit den vorhandenen Salinenkrebsen (Artemia salina) eine wichtige Nahrungsquelle darstellt.
Im Folgenden sind alle Ramsar-Gebiete Zyperns nach Ausweisungsdatum geordnet aufgelistet.
| Nr. | Name des Gebiets    | Bild | Ramsar-Gebietsnr. | Ausweisungs- datum | Fläche (ha) | Höhe (m) | Management- plan | Region         | Lage                     |
| --- | ------------------- | ---- | ----------------- | ------------------ | ----------- | -------- | ---------------- | -------------- | ------------------------ |
| 1   | Salzsee von Larnaka |      | 1081              | 11. Juli 2001      | 1107        | 0–1      | Ja               | Bezirk Larnaka | 34,89353° N, 33,61988° O |